# São Gabriel
São Gabriel es un municipio brasileño del estado de Río Grande del Sur. Su población estimada para el año 2010 era en más de 60 mil habitantes.[cita requerida]

## Historia
En 1756 en sus proximidades se libró la batalla de Caibaté la principal de la guerra Guaranítica, donde pereciera Sepé Tiarayú.

### San Gabriel de Batoví
Esta población fue fundada en las inmediaciones de la Guardia de Batoví al pie del cerro Batoví (30°31′53″S 54°28′51″O / -30.53139, -54.48083) como un baluarte del Virreinato del Río de la Plata en las Misiones Orientales, por el comandante y naturalista Félix de Azara, quien la estableció oficialmente el 2 de noviembre de 1800 con el nombre de Villa de Batovy (o San Gabriel de Batoví -Batovy en guaraní significa "seno de virgen") por orden del virrey marqués de Avilés, quien lo facultó a repartir gratuitamente terrenos a los voluntarios que la quisieran poblar. En la fundación de la villa tuvo participación destacada José Gervasio Artigas, quien al mando de una unidad de Blandengues, desalojó a los pobladores portugueses que ocupaban ilegalmente tierras en la zona. 
La villa ubicada en las inmediaciones de un subafluente del río Vacacaí poseía un fuerte y tenía como patrono al arcángel Gabriel por lo que popularmente también era conocida como San Gabriel. La fundación realizada por el español Azara era acorde con lo estipulado por el Tratado de San Ildefonso (1777), pero el 29 de junio de 1801 las tropas portuguesas al mando del coronel Patrício Corrêia da Câmara, primer vizconde de Pelotas, destruyeron la primera población, cuyos pobladores fueron trasladados a 6 kilómetros al este en territorio considerado parte del Brasil. 

### São Gabriel
El 16 de diciembre de 1813 el gobernador Diogo de Souza (futuro conde Río Pardo), mandó demarcar un terreno en donde la ciudad fue erigida con el nombre de São Gabriel. En 1815 fue elevada a la categoría de parroquia o freguesia. En 1828 mediante la Convención Preliminar de Paz (1828), quedó definitivamente en poder brasileño.
Durante la Revolución Farroupilha fue sede del gobierno de la República Riograndense, el 4 de abril de 1846 a poco de concluir la guerra que concluyó con esa república separatista, el estado brasileño ratificó la categoría de villa (estatus semejante al actual de municipio) para la ciudad y su ejido, que la localidad había recibido en 1837.
São Gabriel es conocida como la Terra dos Marechais (Tierra de los Mariscales), debido a que en ella nacieron los mariscales João Propício Menna Barreto, Fábio Patrício de Azambuja, el presidente del Brasil Hermes da Fonseca e Mascarenhas de Moraes, el comandante de la Fuerza Expedicionaria Brasileña en la Segunda Guerra Mundial, durante las batallas de Italia y también nació el coronel José Plácido de Castro, conquistador del Acre.[cita requerida]

## Paleontología
A esta ciudad pertenece el geoparque de Paleorrota.[cita requerida]